# Alexanderschanze
Alexanderschanze ist eine Passhöhe (Höhe 970,8 m ü. NHN) an der Bundesstraße 28 bei Freudenstadt im Nordschwarzwald. Gleichzeitig gibt es die Festungsanlage Alexanderschanze und schließlich das Hotel Alexanderschanze.

## Pass Alexanderschanze
Der Pass liegt zwischen Freudenstadt-Kniebis, Bad Peterstal-Griesbach, Oppenau und Baiersbronn und bietet eine Verbindung zwischen der Rheinebene bei Straßburg und dem Neckartal, die es erlaubt, den Schwarzwald ohne weitere große Talquerungen und Passanstiege in West-Ost-Richtung zu überschreiten.
Nördlich der heutigen, weitgehend im Forbachtal verlaufenden modernen Straße Kniebis–Freudenstadt gibt es die Wegbezeichnungen „Alte Straße“ und sogar „Römerstraße“. Auch wenn es keine gesicherten Quellen gibt, laut denen Römer diese Straße anlegten, kann die Benutzung des Passes als Fernweg im frühen Mittelalter als sicher angenommen werden, das beweisen auch die im Wald zu findenden Gleisspuren. Gleis meint in diesem Zusammenhang die heute noch im Fels zu sehenden Rillen, die die mit Stahlbändern beschlagenen Holzräder hinterlassen haben.

## Festungsanlage Alexanderschanze
Laut Stälin ließ der Straßburger Bischof Johann von Dirpheim (Bischof von 1306 bis 1328) am Kniebis Befestigungen anlegen. Im Jahre 1655 gab es an dieser Stelle bereits Schanzen. Auf der Karte von Stäbenhaber aus dem Jahre 1674 ist die Lage dieser Befestigungsanlage erstmals genau dokumentiert.

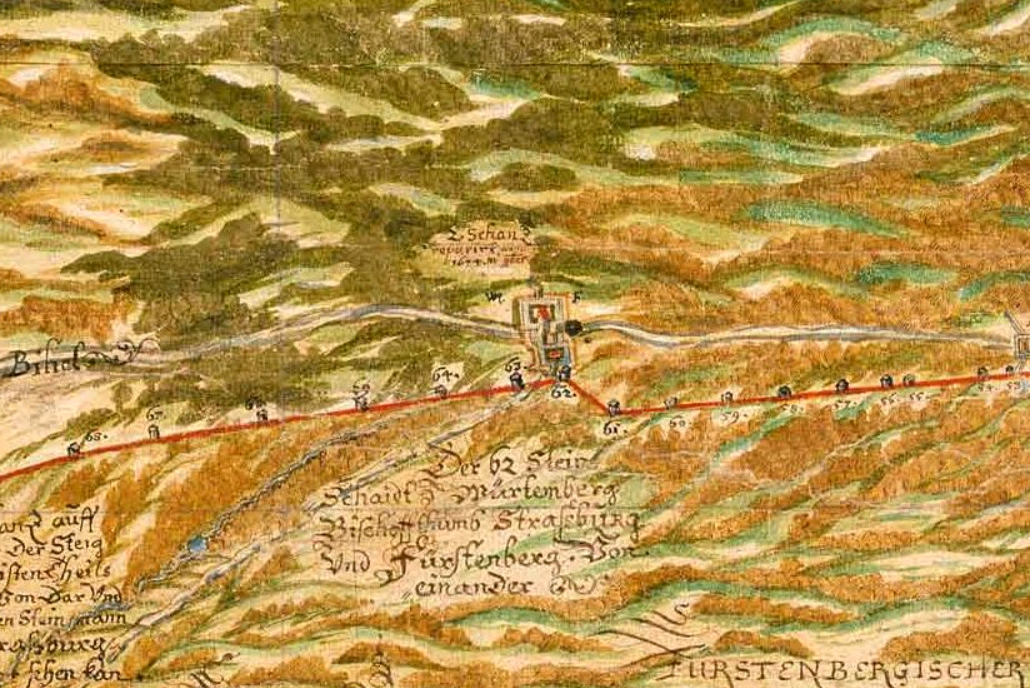
Ausschnitt der Karte von Georg Ludwig Stäbenhaber von 1675

Der Kommentar auf der Karte „2. Schanz, repariert am 9. November 1674“ beweist ebenfalls, dass ältere Anlagen vorhanden gewesen sein müssen. Die Baumaßnahmen 1674 und 1675 leitete Stäbenhaber selber. Die „2. Schanz“ bestand laut Stäbenhaber aus zwei einfachen rechteckigen Schanzen. Mit ihnen konnte der von Oppenau – Zuflucht kommende Weg durch das Hochmoor blockiert werden.
Von 1710 bis 1712 wurde die Schanze unter der Leitung von Leutnant Reichmann umgebaut. Er gestaltete die Anlage vollständig neu: zwei Redouten, rechts und links ein Verhack, zwischen den beiden Redouten führt die Straße hindurch, die zusätzlich mit einem Tor gesperrt werden konnte.
Den Namen Alexanderschanze erhielt sie 1734, als Herzog Karl Alexander von Württemberg die vorhandenen Schanzen modernisieren ließ zur militärischen Sicherung des strategisch wichtigen Übergangs an der württembergischen Grenze. Die Arbeiten leitete der Ingenieur von Herbort.
1796 wurden durch französische Truppen zusätzliche Erweiterungen vorgenommen. Im Zweiten Koalitionskrieg 1799 bis 1801 verlief hier zeitweise die Front zwischen österreichischen und französischen Truppen.
Auf einer Flurkarte aus dem 19. Jahrhundert sind die beiden Schanzen detailliert eingezeichnet, einschließlich der weit nach Nordwesten vorstoßenden Laufgräben und mit den Laufgräben zwischen den beiden Schanzen in der Form einer gleichartigen weiteren Schanze.

### Zustand der Schanzen

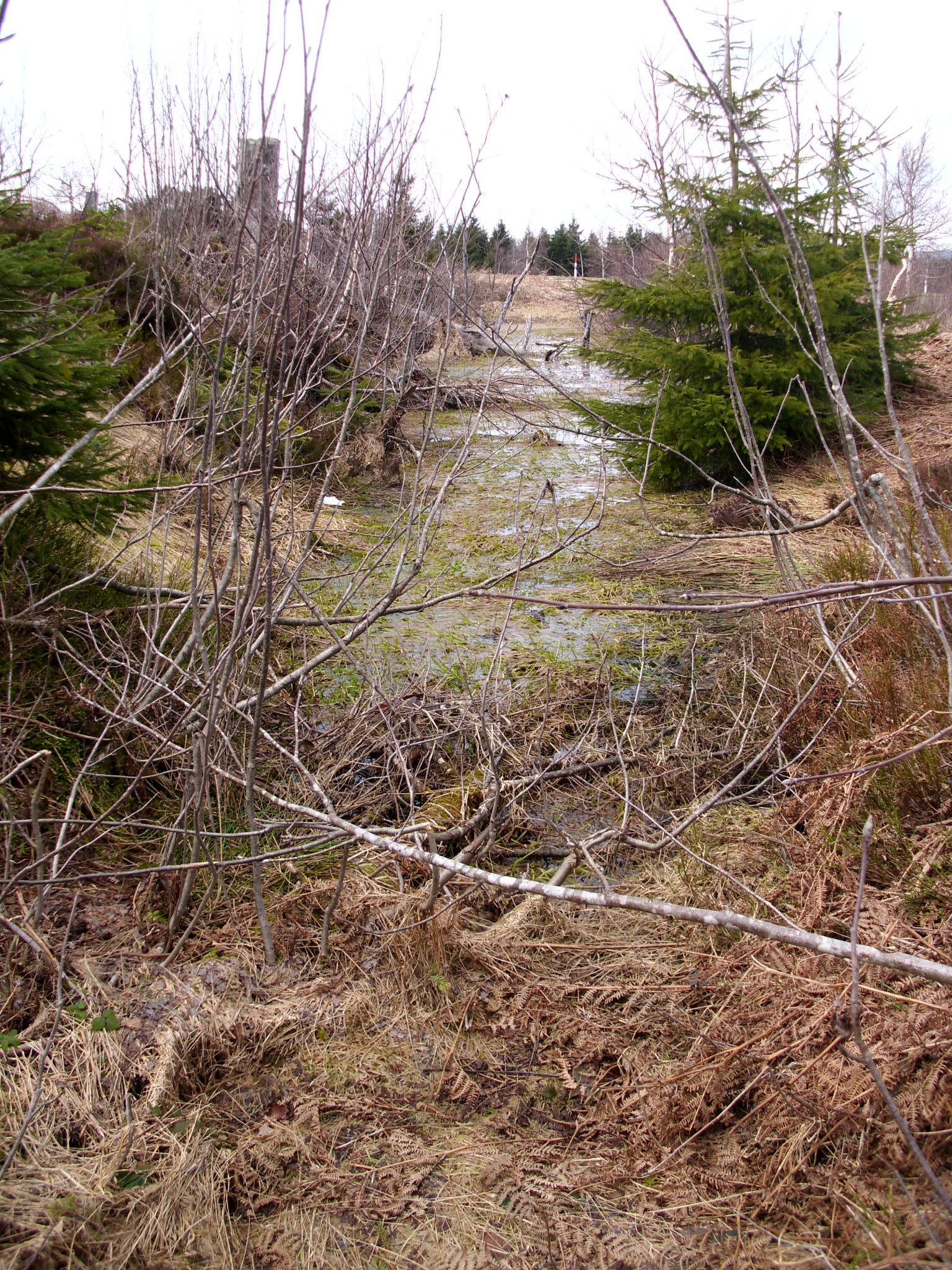
Alexanderschanze: Rest eines Laufgrabens, mit Wasser gefüllt

Außerordentlich gut erhalten ist noch die Schanze nördlich des Hotels Alexanderschanze.
Höhe Grabensohle zur Walloberkante 4–5 m, Höhe Innenraum zur Walloberkante 2–3 m.
Der Wall ist an der Nordwestecke unterbrochen, also in Richtung Oppenauer Steige.
Im Innenbereich an der Südostecke weist ein großer Schutt- und Erdhaufen auf Gebäudereste hin.
Die Schanzanlage ist gut zugänglich.
Die Wälle der gegenüberliegenden Schanze westlich des Hotels sind niedriger, (2 m, teilweise weniger) und beschädigt. Wälle und Innenraum sind stark bewachsen und schwer zugänglich. 
Von den früher vorhandenen Laufgräben sind wenige nachweisbare Spuren vorhanden. Nur bei der dem Hotel gegenüberliegenden Schanze ist noch ein 20 m langes Teilstück gut erhalten. Es führt von der Nordecke in Richtung NNW, also Richtung Zuflucht.

## Hotel Alexanderschanze
Das denkmalgeschützte Wanderhotel Alexanderschanze an der Passhöhe geht auf ein Forsthaus aus dem Jahr 1868 zurück. Dieses brannte 1911 ab und wurde durch den heute noch bestehenden Bau ersetzt. Der Hotelbetrieb ist seit 1. Januar 2015 eingestellt. Der Hotelbau wurde 2015 vom Land Baden-Württemberg gekauft. Geplant ist eine Nutzung durch die Nationalpark-Verwaltung, "zudem sollen eine Rangerstation und eine einfache Wanderunterkunft in dem Gebäude untergebracht werden", wie das Finanzministerium Baden-Württemberg 2023 mitteilte.

## Bunker aus dem Zweiten Weltkrieg in der Nähe der Alexanderschanze
Kurz vor 1940 wurden neue Sicherungsanlagen als Teil des Westwalls errichtet. Auch der gleichzeitige Weiterbau der Schwarzwaldhochstraße (B 500) ab Ruhestein hatte zunächst militärische Gründe. In dem in der Nähe errichteten Führerhauptquartier Tannenberg hielt sich Adolf Hitler nur eine Woche im Sommer 1940 auf.
Nach 1945 wurden alle Bunkeranlagen in diesem Bereich gesprengt und die Flächen aufgeforstet. Heute bilden der Fichtenwald und das verbliebene Bodendenkmal das 190 ha große Naturschutzgebiet Kniebis-Alexanderschanze südöstlich des Schliffkopf.

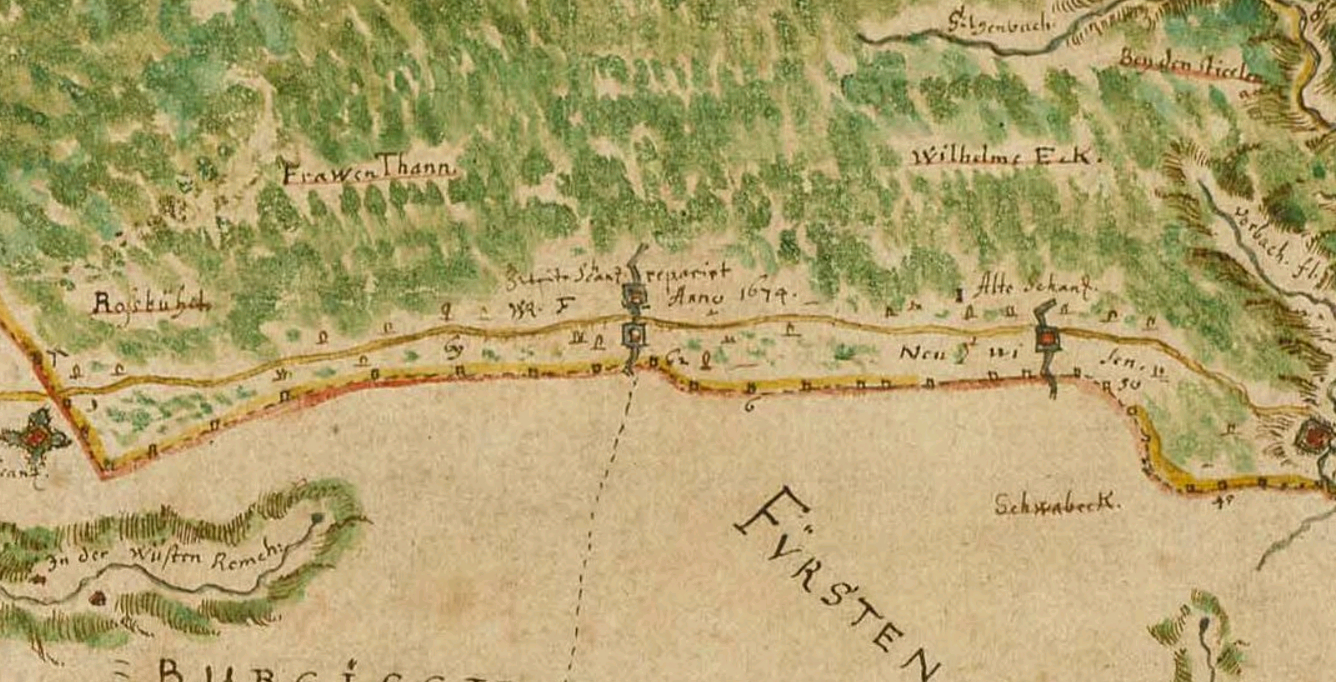
Ausschnitt der Karte von Prälat Johann Mayer, Murrhardt, 1712
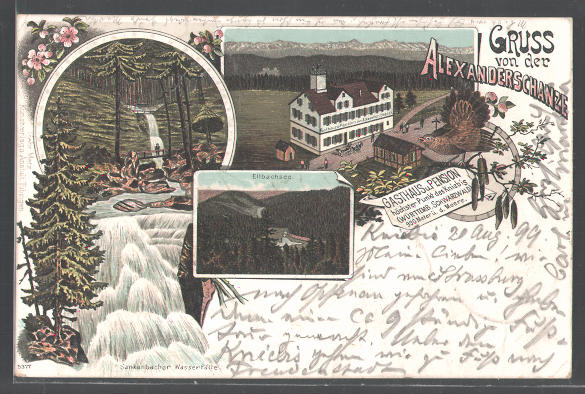
Ansichtskarte von der Alexanderschanze aus dem Jahr 1899
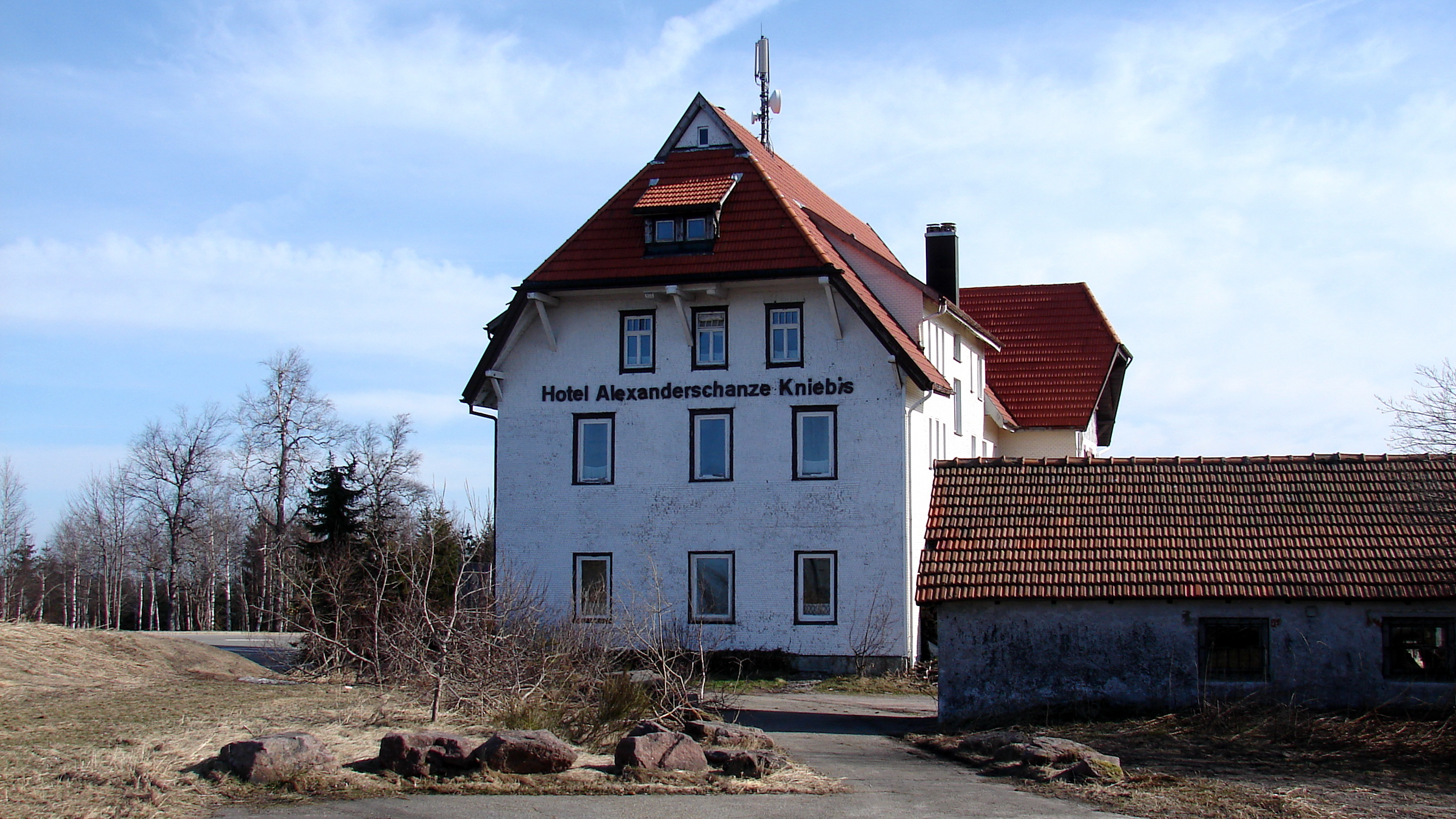
Hotel Alexanderschanze
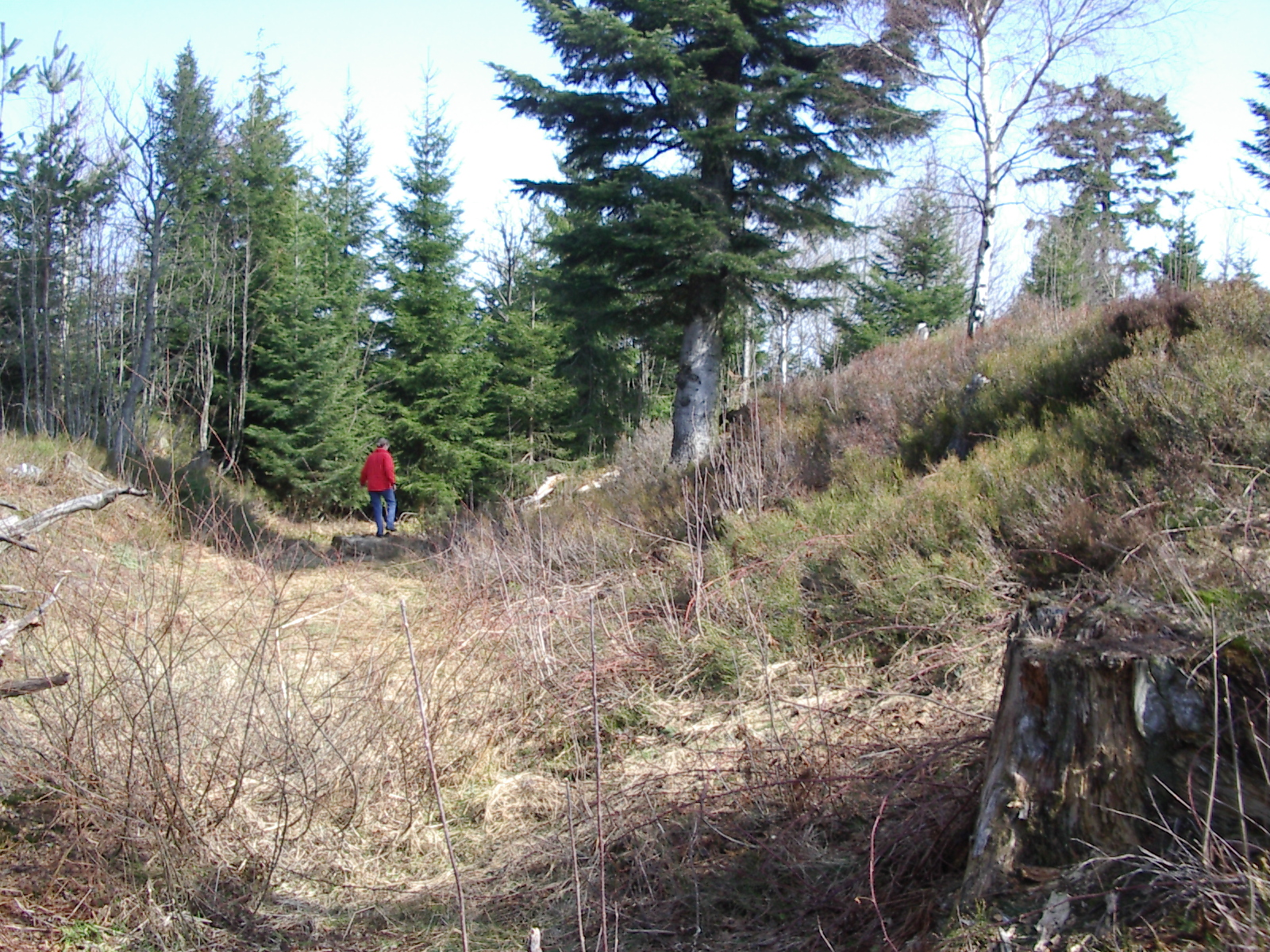
Östliche Redoute,  gegenüber vom Hotel
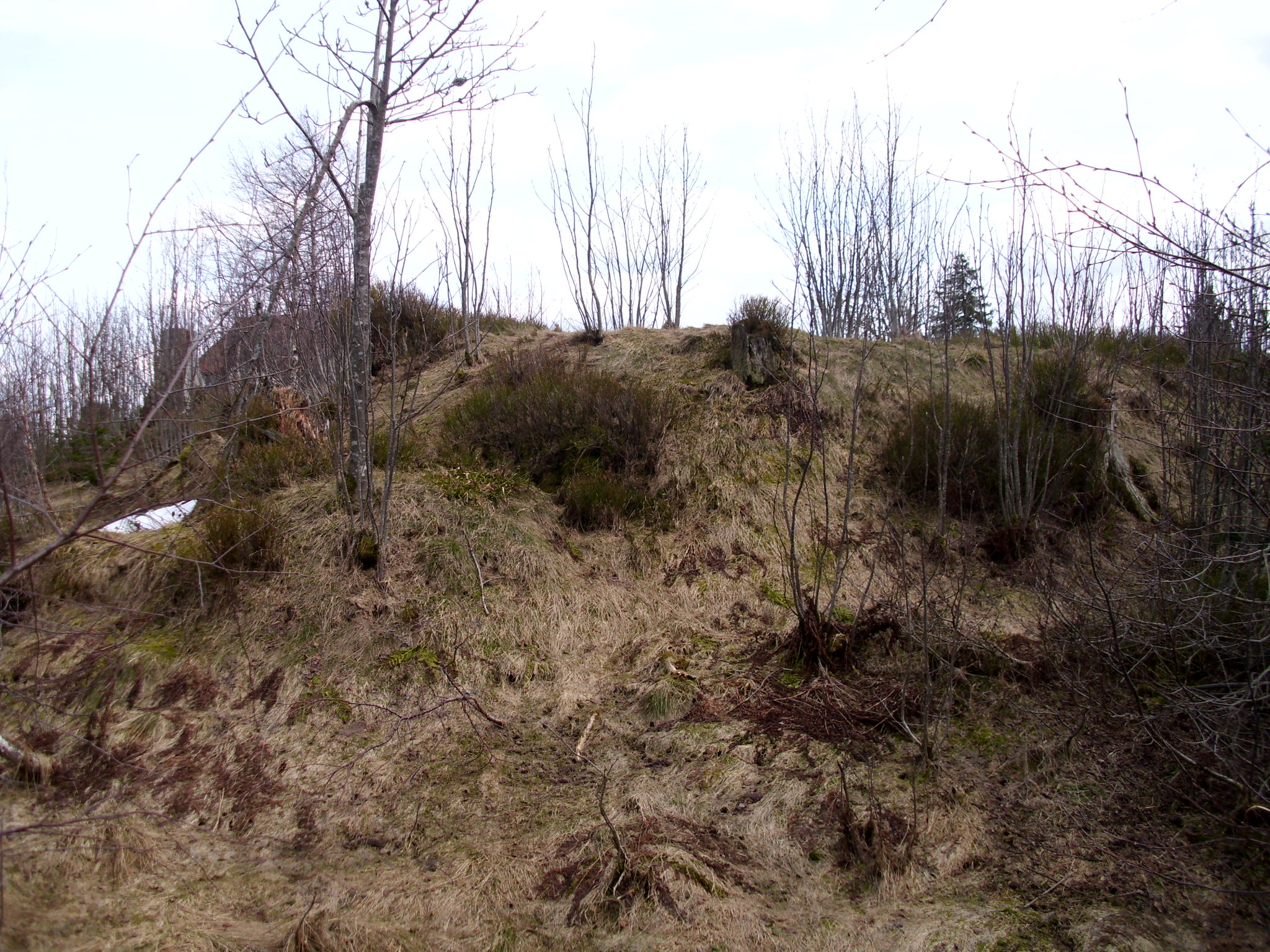
Die weniger gut erhaltene westliche Redoute der Alexanderschanze